# Junior Karku
Karku Simeon Junior Jesus, noto semplicemente come Junior Karku (9 giugno 1999), è un calciatore sierraleonese, attaccante svincolato.

## Carriera

### Club
Cresciuto nel settore giovanile del Vasalund, ha esordito in prima squadra il 6 aprile 2019 disputando l'incontro di Division 1 pareggiato 2-2 contro il Karlstad BK.

### Nazionale
L'8 settembre 2019 ha esordito con la nazionale sierraleonese disputando l'incontro di qualificazione per il Campionato mondiale di calcio 2022 vinto 1-0 contro la Liberia.

## Statistiche
Statistiche aggiornate al 20 gennaio 2020.

### Presenze e reti nei club
| Stagione        | Squadra         | Campionato      | Campionato | Campionato | Coppe nazionali | Coppe nazionali | Coppe nazionali | Coppe continentali | Coppe continentali | Coppe continentali | Altre coppe | Altre coppe | Altre coppe | Totale | Totale | Totale |
| Stagione        | Squadra         | Comp            | Pres       | Reti       | Comp            | Pres            | Reti            | Comp               | Pres               | Reti               | Comp        | Pres        | Reti        | Pres   | Reti   |        |
| --------------- | --------------- | --------------- | ---------- | ---------- | --------------- | --------------- | --------------- | ------------------ | ------------------ | ------------------ | ----------- | ----------- | ----------- | ------ | ------ | ------ |
| 2019            | Vasalund        | 3D              | 19         | 6          | CS              | 1               | 1               |                    | -                  | -                  |             | -           | -           | 20     | 7      |        |
| Totale carriera | Totale carriera | Totale carriera | 19         | 6          |                 | 1               | 1               |                    | -                  | -                  |             | -           | -           | 20     | 7      |        |

### Cronologia presenze e reti in nazionale
| Cronologia completa delle presenze e delle reti in nazionale ― Sierra Leone | Cronologia completa delle presenze e delle reti in nazionale ― Sierra Leone | Cronologia completa delle presenze e delle reti in nazionale ― Sierra Leone | Cronologia completa delle presenze e delle reti in nazionale ― Sierra Leone | Cronologia completa delle presenze e delle reti in nazionale ― Sierra Leone | Cronologia completa delle presenze e delle reti in nazionale ― Sierra Leone | Cronologia completa delle presenze e delle reti in nazionale ― Sierra Leone | Cronologia completa delle presenze e delle reti in nazionale ― Sierra Leone |
| Data                                                                        | Città                                                                       | In casa                                                                     | Risultato                                                                   | Ospiti                                                                      | Competizione                                                                | Reti                                                                        | Note                                                                        |
| --------------------------------------------------------------------------- | --------------------------------------------------------------------------- | --------------------------------------------------------------------------- | --------------------------------------------------------------------------- | --------------------------------------------------------------------------- | --------------------------------------------------------------------------- | --------------------------------------------------------------------------- | --------------------------------------------------------------------------- |
| 8-9-2019                                                                    | Freetown                                                                    | Sierra Leone                                                                | 1 – 0                                                                       | Liberia                                                                     | Qual. Mondiali 2022                                                         | -                                                                           | 82’                                                                         |
| Totale                                                                      |                                                                             | Presenze                                                                    | 1                                                                           |                                                                             | Reti                                                                        | 0                                                                           |                                                                             |